# Résolution 798 du Conseil de sécurité des Nations unies
Membres permanents
- Chine
- États-Unis
- France
- Royaume-Uni
- Russie

Membres non permanents
- Autriche
- Belgique
- Cap-Vert
- Équateur
- Hongrie
- Inde
- Japon
- Maroc
- Venezuela
- Zimbabwe

Résolution no 797 Résolution no 799
La résolution 798 du Conseil de sécurité des Nations unies, adoptée à l'unanimité le 18 décembre 1992, après avoir réaffirmé les résolutions 770 (1992) et 771 (1992), et soutenu une initiative du Conseil européen. Le Conseil a condamné les informations faisant état de détentions et de viols massifs, organisés et systématiques de femmes, en particulier de femmes musulmanes, en Bosnie-Herzégovine pendant la guerre de Bosnie.
Le Conseil a en outre exigé que tous les camps de détention soient fermés, demandant au secrétaire général de fournir un soutien pour permettre aux délégations de la Communauté européenne d'avoir un accès libre et sécurisé aux lieux de détention. Il requiert que lui soit remis un rapport dans les 15 jours suivant l'adoption de la résolution.
La résolution 798 est la première fois que les Nations unies condamne le viol des femmes en temps de guerre. 

## Voir également
- Éclatement de la Yougoslavie
- Génocide bosniaque
- Guerre de Bosnie
- Guerre d'indépendance croate
- Guerres yougoslaves